# Gara di danze
Gara di danze (The Dance Contest) è un film del 1934 diretto da Dave Fleischer. È un cortometraggio d'animazione della serie Braccio di Ferro, uscito negli Stati Uniti il 23 novembre 1934. Negli anni 2000 è stato trasmesso sulle reti Rai col titolo Gara di ballo.

## Trama
Un taxi arriva in un elegante nightclub dove si tiene una gara di ballo. Ne escono Olivia Oyl in abito da sera e Braccio di Ferro in abito da marinaio. All'interno, il giudice Poldo Sbafini sta mangiando hamburger e usa la sua leva "eliminatore" per aprire botole sotto alcune coppie di ballerini, anche perché non hanno senape per il suo panino. Braccio di Ferro e Olivia iniziano a ballare, ma il marinaio è estremamente goffo. Bluto, che osservava, prende il posto di Braccio di Ferro e si dimostra molto più abile. Quando Braccio di Ferro cerca di riprendersi la sua partner, viene spinto da parte. Mentre divora la rabbia con una ciotola di spinaci, Braccio di Ferro nota che la verdura gli conferisce grandi doti di ballo, quindi reclama indietro Olivia e chiede che la pista venga sgomberata per mostrare le sue mosse. Poldo è felice di assecondarlo usando il suo "eliminatore", dopodiché sia Braccio di Ferro che Olivia ballano con grazia all'unisono, guadagnandosi il favore di tutti – o quasi. Chiedendo di ballare di nuovo con Olivia, Bluto sfoga la sua frustrazione su di lei sbattendola di qua e di là. Quando la scaglia contro gli strumenti della band, Braccio di Ferro non ne può più e invita a sua volta Bluto a un ballo che prevede calci e pugni e il lancio contro una statua. Braccio di Ferro e Olivia vincono la gara, e Poldo si affretta a consegnare loro un trofeo, al cui interno trova della senape.

## Distribuzione

### Edizione italiana
L'unico doppiaggio italiano conosciuto fu realizzato dalla C.R.C. per la trasmissione del corto sulle reti Rai a metà anni 1990. I dialoghi in alcuni casi sono adattati liberamente, ad esempio facendo in modo che Poldo chieda della mostarda anziché senape e che Braccio di Ferro gliene prometta una montagna per fargli sgomberare la pista. Non essendo stata registrata una colonna internazionale, fu sostituita la musica presente durante i dialoghi.

### Edizioni home video
Il corto fu pubblicato in DVD-Video in America del Nord il 31 luglio 2007 nel secondo disco della raccolta Popeye the Sailor: Volume One.